# Сулпиции
Сулпициите (Sulpicii или gens Sulpicia) е стара патрицииска фамилия в Древен Рим.
Сулпиций e името (nomen) на gens Sulpicia и Сулпиция за жените.
Когномен Камерин (Camerinus) е често до 4 век, по-късно се появяват клоновете Руфии (Rufii) Галба (Galbae). От последния клон произлиза римският император през 68 г.
Известни от тази фамилия:
- Сервий Сулпиций Камерин Корнут (консул 500 пр.н.е.)
- Квинт Сулпиций Камерин Корнут (консул 490 пр.н.е.)
- Сервий Сулпиций Камерин Корнут (консул 461 пр.н.е.), консул 461 пр.н.е. и децемвир 451 пр.н.е.
- Квинт Сулпиций Камерин Корнут, военен трибун 402 и 398 пр.н.е.
- Сервий Сулпиций Камерин Корнут, суфектконсул 393, военен трибун 391 и 387 пр.н.е. interrex.
- Публий Сулпиций Саверион (консул 304 пр.н.е.)
- Публий Сулпиций Саверион (консул 279 пр.н.е.)
- Публий Сулпиций Галба Максим, консул 211 пр.н.е., военачалник в Първата македонска война
- Сервий Сулпиций Галба (претор 54 пр.н.е.)
- Сервий Сулпиций Руф, консул 51 пр.н.е., оратор, юрист
- Публий Сулпиций Квириний, консул 12 пр.н.е., преброяване на населението през 7 г.
- Галба, римски император 68 г.
- Сулпиций Александър, римски историк, 4 век
- Сулпиций Север, писател, 400 г.

Жени:
- Сулпиция Старша, дъщеря на Сервий Сулпиций Руф, римска поетеса по времето на Август
- Сулпиция Претекста, съпруга на Крас (консул 64 г.)
- Сулпиция Младша, римска поетеса по времето на Домициан (81-96), хвалена от Марциал
- Сулпиция Лепидена, пише писмо на жената на коменданта на Виндоланда
- Сулпиция, съпруга на Квинт Фулвий Флак, 113 пр.н.е. храм на Венера
- Сулпиция, майка на Спурий Постумий Албин (консул 186 пр.н.е.)
- Сулпиция, съпруга на Корнелий Лентул Крусцелион (Cruscellio), проскрибиран от триумвирите 43 пр.н.е.
- Сулпиция Камерина, дъщеря на Квинт Сулпиций Камерин (консул 9 г.), съпруга на Гай Антисций Вет (консул 23 г.)
- Сулпиция Агрипина, сестра на Сулпиции Юст и Полион, съпруга на Квинт Помпей Созий Фалкон (консул 193 г.)
- Сулпиция Дриантила (+ 260 г.), съпруга на Регалиан, римски узурпатор